# Sven Mellqvist
Sven Mellqvist (i riksdagen kallad Mellqvist i Falun och Mellqvist i Korsnäs), född 29 december 1912 i Filipstad, död 27 maj 1995 i Stora Kopparbergs församling, var en svensk socialdemokratisk riksdagspolitiker.
Mellqvist var  riksdagsledamot för Kopparbergs läns valkrets 1953–1979 (fram till 1970 i andra kammaren). Han var vice ordförande för trafikutskottet 1971–1976 och ordförande för samma utskott 1976–1979.